# Твртко I
Стефан (Степан) Твртко I Котроманич (сербохорв. Стефан (Степан) Твртко I Котроманић / Stefan (Stefan) Tvrtko I Kotromanić, около 1338 — 10 марта 1391) — боснийский бан из династии Котроманичей в 1353—1366 и 1367—1377 годах, первый король Боснии в 1377—1391 годах, король Далмации и Хорватии с 1390 года.
Пытаясь представить себя потомком царствующего дома Сербии, независимым от Венгрии, принял имя Стефан.

## Биография
Предшественник Твртко, брат его отца Владислава Степан Котроманич (Иштван Кортоманич; правил в 1322—1353), значительно расширил автономные права Боснии, пользуясь ослаблением своего сюзерена — нового венгерского короля Карла Роберта из династии Анжу — борьбой с венгерской феодальной фрондой. Кроме того, он распространил боснийское влияние на Хум.
При рождении получил имя Стефан, что подчёркивало его связь с сербскими правителями; в дальнейшем он подтверждал для этой же цели их грамоты.

### Бан

Расширение Боснии при Твертко І

В 1353 году Твртко наследовал своему дяде в возрасте 15 лет, однако незадолго до этого овдовевший венгерский король Лайош I Великий (Людовик I) женился на двоюродной сестре Твртко Елизавете и таким образом получал наследственные права на Боснию, что давало ему возможность претендовать на устранение автономии этого баната. С целью упрочения своей власти в 1363 году боснийский бан развязал войну против Лайоша, с которым находился в натянутых отношениях и ранее. Однако он не располагал достаточными ресурсами, чтобы достигнуть полной независимости от Венгрии, бывшей в XIV—XV веках одним из могущественнейших государств Европы. Поэтому в скором времени венгры и боснийцы заключили мирный договор, условия которого утверждали широкие права Боснии.
Примирившись со своим вассалом, Лайош I даже предоставил ему убежище в феврале 1366 года, когда боснийская знать сместила Твртко и посадила на престол его брата Вука. На помощь боснийскому бану были посланы подкрепления из Венгрии и республики Дубровник, и Твртко сумел восстановиться на троне к середине 1367 года.

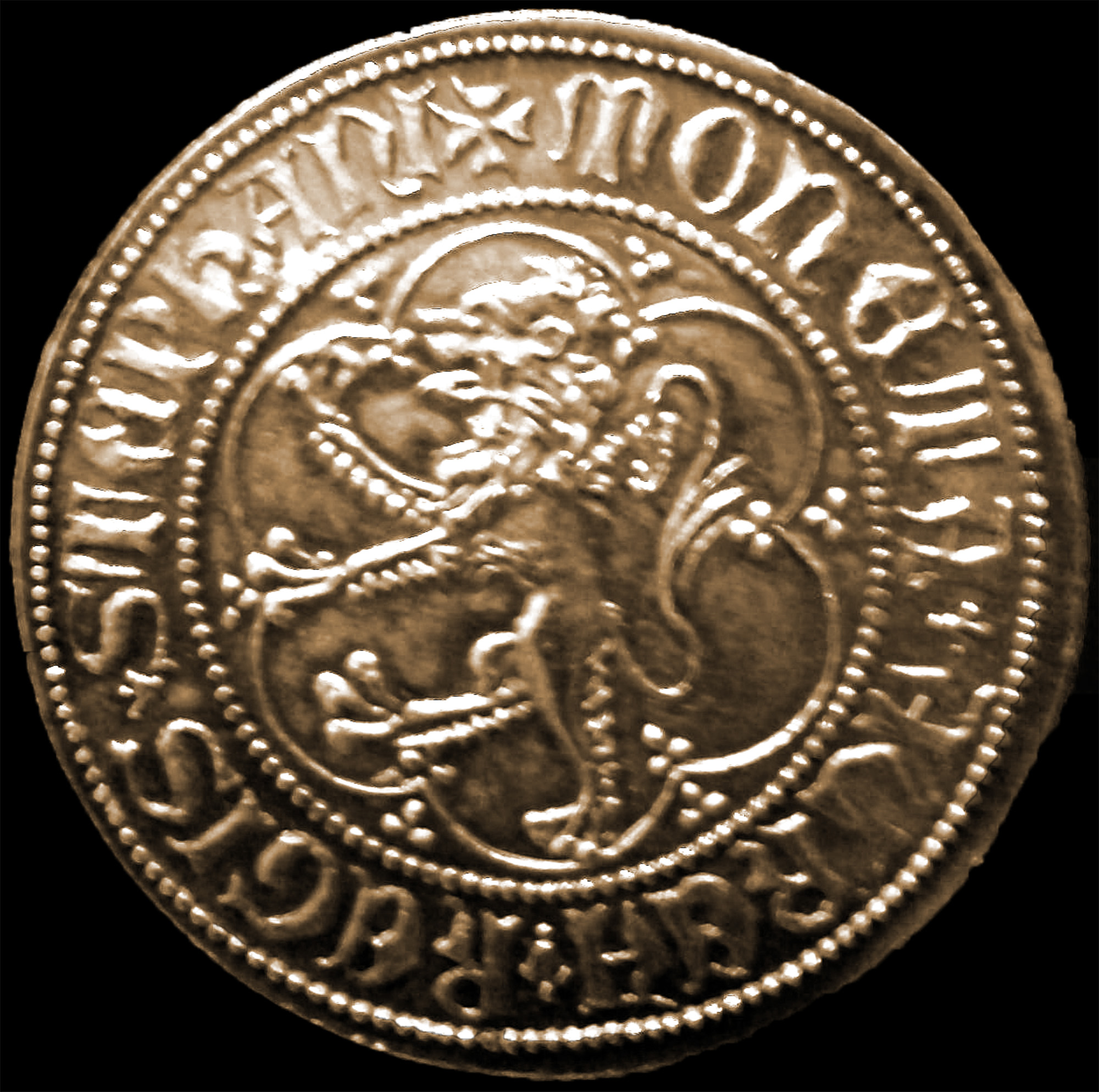
Златник Твртко I (аверс)

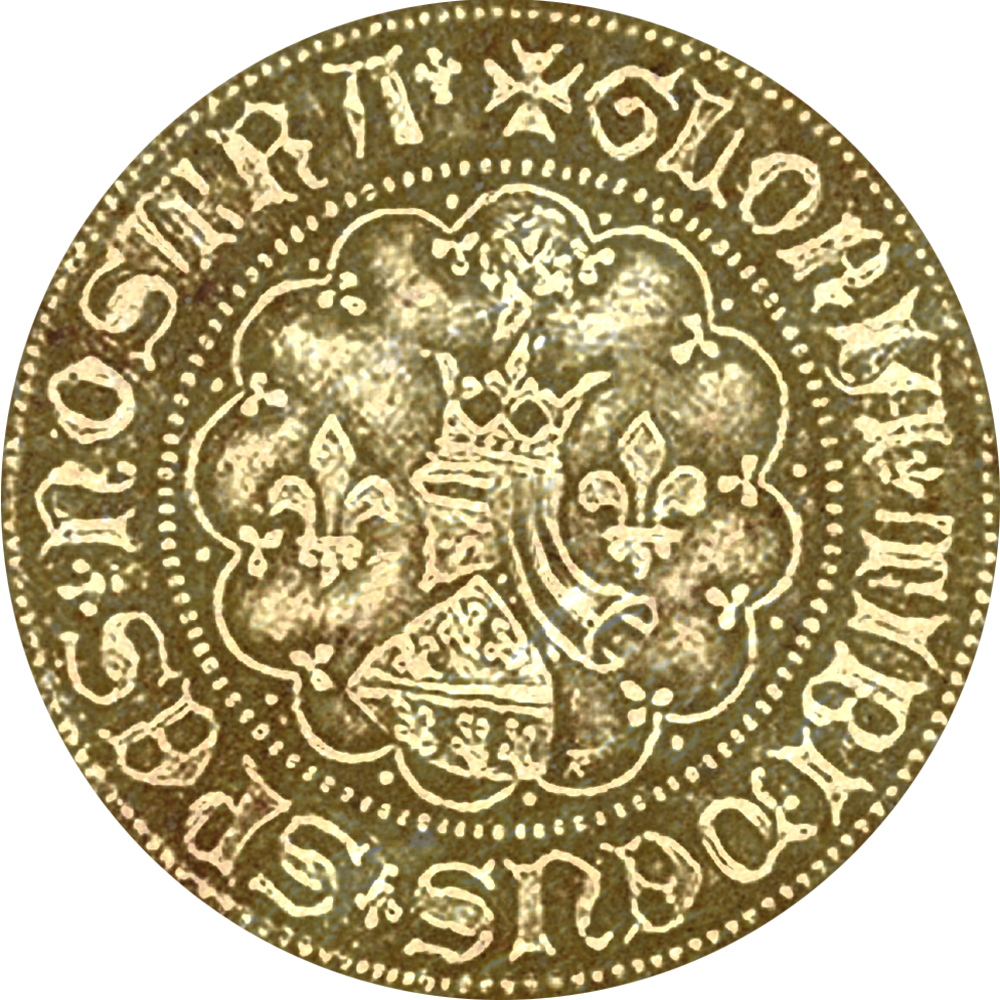
Златник Твртко I (реверс)

Однако Вук обратился за помощью к папе Урбану V, утверждая, что его брат — еретик, поскольку покровительствует богомильству. При помощи Рима Вук в 1370 году вторгся в Боснию и вновь попытался отнять корону у Твртко, однако его войска были остановлены у Бобоваца, и в 1374 году братья заключили мирный договор.
К 1370 году Твртко I установил свою власть над всей подконтрольной бану территорией Боснии. Восстановив Боснию в первоначальных границах, он предпринял несколько военных походов на Иллирийское побережье Адриатического моря и в Западную Сербию.

### Король
26 октября 1377 года Твртко короновался в монастыре Милешевы, приняв титул короля сербов, Боснии и побережья.
К 1390 году он овладел Хорватией (присоединил Далмацию) и островами в Адриатическом море, что позволило ему взять титул короля Далмации и Хорватии.
С Дубровницкой республикой Твртко заключил взаимовыгодный союз, предоставляя ей военную защиту.
За годы правления Твртко I Босния в первый и последний раз в своей истории вошла в число политических гегемонов на Балканском полуострове, уступая по влиянию только Венгрии и Османской империи, вытеснившей Византию. Превратив Боснию в сильнейшее южнославянское государство, Твртко был вынужден неоднократно отражать турецкий натиск. Вторгнувшись в Сербию, турки-османы в 1388 году разорили находившуюся под властью Боснии Герцеговину (Хум).
В 1388 году войска Твртко I одержали победу над турками в сражении у Билечи.
В состав союзной армии балканских государств под началом сербского князя Лазаря, наголову разбитой 28 июня 1389 года в битве на Косовом поле войсками турецкого султана Мурада I, входил крупный вспомогательный отряд, отправленный Твртко для борьбы с завоевателями.

### Конец жизни
В последние месяцы своего правления Твртко стремился укрепить свою власть в Далмации и намеревался взять Задар — единственный далматинский город, который ещё не был под его властью. Для достижения этой цели король попытался заключить союз с Венецией, но он не соответствовал интересам самой республики. Параллельно Твртко укреплял отношения с герцогом Австрии Альбрехтом III. К концу лета 1390 года ожидалось заключение династического брака между овдовевшим Твртко и женщиной из австрийской правящей династии Габсбургов. При этом в поле его зрения оставалась и Венгрия: в сентябре 1390 года Твртко и Сигизмунд, не признававшие взаимно друг друга королями, начали вести переговоры о мире.
Сигизмунд был в более слабой позиции и готов был пойти на уступки своему визави, когда его послы прибыли ко двору короля Твртко в январе 1391 года. Однако 10 марта 1391 года король Твртко I скончался. Он похоронен в Миле рядом со своим дядей Степаном Котроманичем. Смерть Твртко стала тяжёлым ударом для Боснии. После скоропостижной смерти его ближайших наследников (брата и вдовы) сыновья Твртко I, Степан Остоя и Твртко II, развязали междоусобную войну, лишившую Боснию успехов балканской политики боснийского бана, что в конечном итоге сделало страну лёгкой добычей Османской империи.

## Оценки деятельности
Твртко I считается одним из выдающихся средневековых правителей Боснии. По словам Пейо Чошковича, король Твртко «оставил страну бо́льших размеров, с большей воинской силой и с более сильным политическим влиянием, чем на тот момент, когда он стал её правителем». Отчасти его успехи были связаны с феодальными войнами в Сербии и Хорватии, в то время как турки-османы не представляли для него какую-либо угрозу. Чошкович также писал, что экономика королевства Босния развивалась, строились новые города и основывались центры торговли, рос уровень жизни.
Владимир Чорович отмечал, что по сравнению с сербским королём Стефаном Урошом IV Душаном, который также оставил после своей смерти великое государство — Сербо-Греческое царство — Твртко не был ярым завоевателем и стал известен больше именно как умелый правитель. Твртко использовал военную силу только в тех случаях, где это было необходимо, однако всячески стремился предстать в глазах сербов легитимным государем, а не иноземным узурпатором; хорватам же он пытался доказать предпочтительность своего правления. Отдавая должное терпению и дипломатическому искусству короля Твртко, Владимир Чорович назвал его человеком, сумевшим достичь максимума при всех своих возможностях.

## Вероисповедание
Историки расходятся во мнениях о том, какого именно вероисповедания придерживался Твртко I — православного или католического.
В летописи Симеона Кончаревича от 1390 года утверждается, что король Твртко был защитником православия:

краль Стефанъ Твердко бяше орудіе Божіяго Промысла ради утвержденія нашея святыя православныя вѣры въ нашемъ отечаствіи.

### На сербском / хорватском / сербохорватском
- Pavao Anđelić[англ.]. Krunidbena i grobna crkva bosanskih vladara u Milima (Arnautovićima) kod Visokog // Glasnik Zemaljskog muzeja XXXIV/1979 (сербохорв.). — Sarajevo: Zemaljski muzej Bosne i Hercegovine, 1980. — С. 183–247.
- Сима Ћирковић. Историја средњовековне босанске државе (сербохорв.). — Srpska književna zadruga, 1964.
- Сима Ћирковић. Сугуби венац: прилог историји краљевства у Босни // Зборник радова Филозофског факултета (сербохорв.). — University of Belgrade Faculty of Philosophy, 1964a.
- Vladimir Ćorović. Istorija srpskog naroda. — Janus, 2001.
- Pejo Ćošković. Tvrtko I (Stjepan Tvrtko I) // Hrvatski biografski leksikon (сербохорв.). — Miroslav Krleža Institute of Lexicography, 2009.
- Dubravko Lovrenović[англ.]. Bosanski mitovi (босн.) // Erasmus – časopis za kulturu demokracije. — Erasmus Gilda, 1996. — P. 26–37.
- Dubravko Lovrenović[англ.]. Proglašenje Bosne kraljevstvom 1377 (босн.) // Forum Bosnae. — Međunarodni forum Bosna, 1999. — P. 227–287.
- Никодим Милаш[серб.]. Православна Далмација. Историјски преглед. — Нови Сад, 1901.
- Dejan Zadro. Grobovi bosanskih srednjovjekovnih vladara u crkvi srpsko-pravoslavnog manastira Vaznesenja Gospodnjeg u Mileševi? (хорв.) // Pro Tempore. — 2006. — 8 siječnja. — Str. 45–50. — ISSN 1334-8302.

### На других языках
- Emir O. Filipović. 'Creatio Regni' in the Great Seal of Bosnian King Tvrtko Kotromanić // A Companion to Seals in the Middle Ages (англ.) / ed. Laura Whatley. — Leiden: Brill, 2019. — P. 264–276.
- John Van Antwerp Fine Jr. The Late Medieval Balkans: A Critical Survey from the Late Twelfth Century to the Ottoman Conquest. — Ann Arbor: University of Michigan Press, 1994. — ISBN 0-472-08260-4.
- John Van Antwerp Fine Jr. The Bosnian Church: Its Place in State and Society from the Thirteenth to the Fifteenth Century. — Saqi, 2007. — ISBN 978-0-86356-503-8.
- Konstantin Jireček. Istorija Srba (серб.). — 1891.
- Noel Malcom. Bosnia: A Short History (англ.). — NYU Press, 1996.